# Chácara

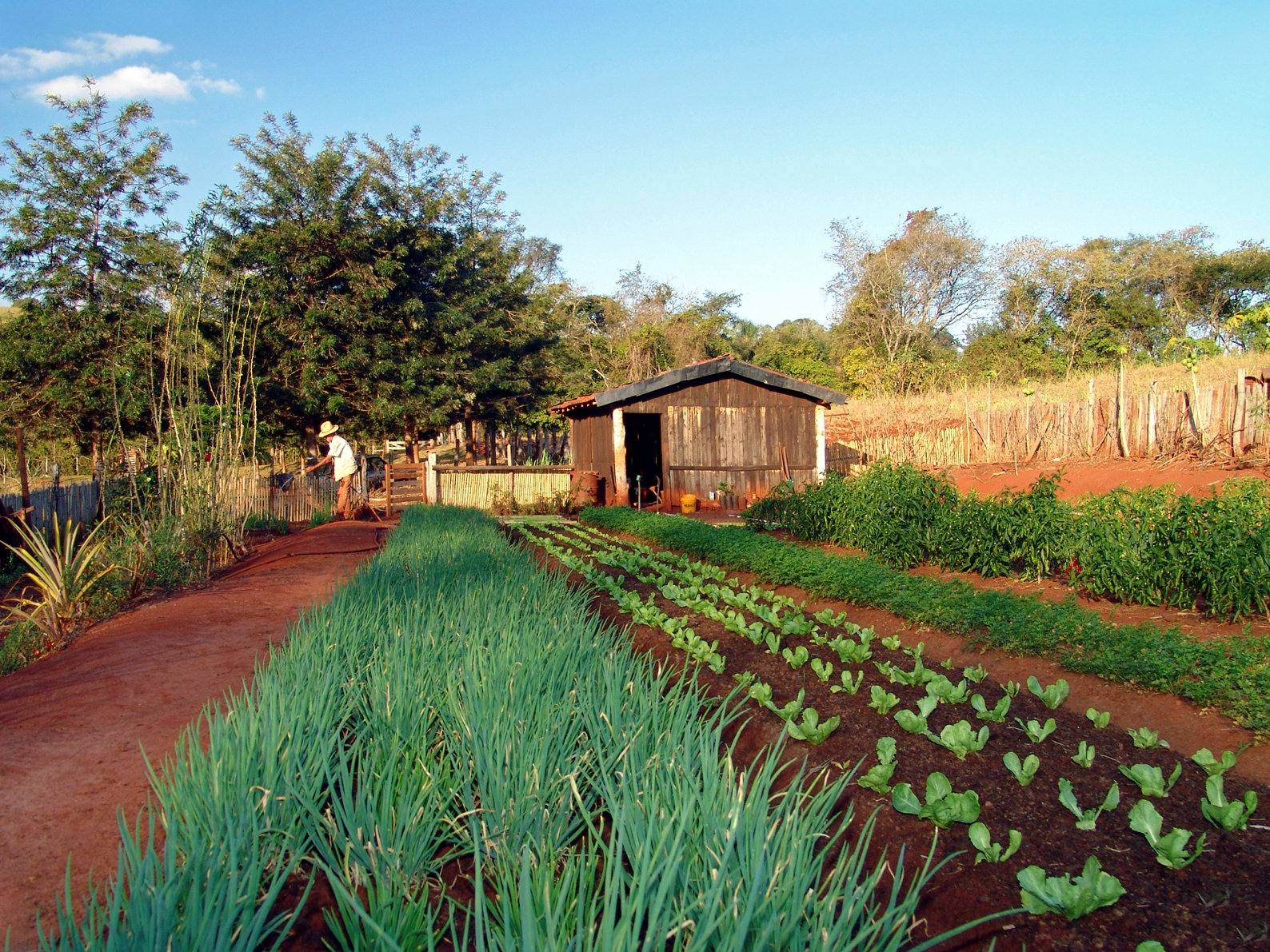
Horta em chácara de Avaré, em São Paulo

Chácara (do quíchua chajra) é, no Brasil, uma pequena propriedade rural (ou uma grande propriedade urbana), com casa de moradia, criação de animais e cultivo de frutas e legumes para venda. Em tempos mais recentes, as chácaras tornaram-se, também, uma propriedade (frequentemente, a segunda propriedade da família) destinada a recreação e lazer durante fins de semana.